# Меланин
Меланин (на гръцки: μέλας, черен) е общо понятие за група пигментни вещества, придаващи тъмен, кафяв или черен цвят при някои прости форми на живот, растения, животни и хората. Той е сроден или изграден от полиацетилен (polyacetylene), полианин (polyaniline) и полипирол (polypyrrole). В повечето случаи меланинът е съединение на повече от една молекула индолкинон (indolequinone) и дихидроиндолова карбоксилова киселина (dihydroxyindole carboxylic acid).
При хората меланинът е една от причините за естествената пигментация на кожата, косата, ириса на окото, костния мозък, зона ретикуларис на надбъбречната жлеза, ивицата вазкуларис във вътрешното ухо и др. В кожата на човека меланинът се съхранява и произвежда от специални клетки, наречени меланоцити. Всички хора имат приблизително еднакъв брой меланоцити, но при хората с по-тъмна кожа се произвежда по-голямо количество пигмент.

## Определение
Меланинът представлява общо понятие за група пигментни вещества, които придават кафяв, тъмен или черен цвят при растения, животни и хора. Този пигмент придава характерния за кожата цвят, както и цвета на косата. Установява се в косата, ирисите на очите и някои места в нервната система.
Меланинът се формира от две аминокиселини – фенилаланин и тирозин. Те от своя страна се произвеждат от специална група клетки, познати като меланоцити. Тези клетки могат да допринесат за излекуване на болести като витилиго и албинизъм, които се характеризират с липса или пълно изчезване на меланоцитите. Меланин почти отсъства по дланите и стъпалата.
Меланоцитите могат да бъдат открити навсякъде в човешкото тяло. Те се намират в основата на кожата, цвета на очите, формират нюансите на косата. Хората мислят, че при косата и кожата има широка гама цветове, но медицински погледнато, на база типа меланин, меланоцитите се разделят на два основни типа.
Първият се грижи за черните и тъмнокафявите нюанси, а вторият – за нюансите от червеникаво до жълто. Съотношението им в клетките определя цвета на косата при отделния човек. Все още не е напълно ясно как се сливат меланоцитите, за да се получи цвета на косата, но това, което се знае е, че генетичните фактори могат да бъдат проследени.
С течение на годините косата посивява и накрая побелява, защото от определена възраст фоликулите в косъма спират да произвеждат меланина. Това означава, че ако в косата се съдържа повече меланин, цветът ѝ ще е по-тъмен, а ако съдържа по-малко – по-светъл. В процеса на стареене пигментните клетки във фоликулите на косъма започват да произвеждат намалени количества меланин, което води до загуба на цвета на косата и посивяване. С годините тялото въобще спира да произвежда нови меланоцитни клетки, които да заменят умиращите и резултатът е пълното побеляване.

### Свръхпродукция на меланин
Хормоналните промени, излагането на слънце, наранявания, някои заболявания, генетичната предразположеност могат да доведат до свръхпроизводство на меланин. Повишената продукция и отлагане на меланин причиняват хиперпигментации на кожата, които биват обширни или локализирани.
Хиперпигментацията се състои в плоски и по-тъмни участъци на кожата, които имат различни форма и размер. Те варират от тъмнокафяви до черни петна. Лечението на пигментациите зависи от това дали са дермални или епидермални.

### Недостиг на меланин
При недостиг на меланин в организма кожата е изложена на риск. Липсата на меланин е причина за състоянието албинизъм, при което пигмент не се произвежда, или заболяването витилиго, при което пигмент липсва само в определени участъци по кожата, окосмяването и ириса.
Предполага се при него, че собствената имунна система атакува меланоцитите в кожата, които умират или не могат да функционират правилно, в резултат на което изчезва меланинът. Албинизмът е наследствено заболяване, което освен кожата засяга и очите. Предизвиква се от нарушения в образуването на меланин в кожата.

### Меланин, тен и хранене
С настъпването на лятото много хора се ориентират към почивката на море и придобиване на хубав летен загар. Загарът зависи от меланина – колкото повече меланин, толкова по-бързо почернява кожата. Способността на организма да произвежда меланин е генетично заложена, но е възможно да се повлияе по отношение производството му. Това става, като се консумират повече храни, подпомагащи изработването на меланин. Трябва да се наблегне на продуктите, богати на витамини C, E и A.
Меланинът се синтезира с помощта на аминокиселините триптофан и тирозин. Тирозин в по-големи количества се съдържа в продуктите от животински произход – месо, риба, различни видове черен дроб, а също така авокадото и боба. В неполирания ориз и фурмите се съдържа триптофан. Във фъстъците и бананите се съдържат и двете аминокиселини.